# آزمایش فرانک–هرتز

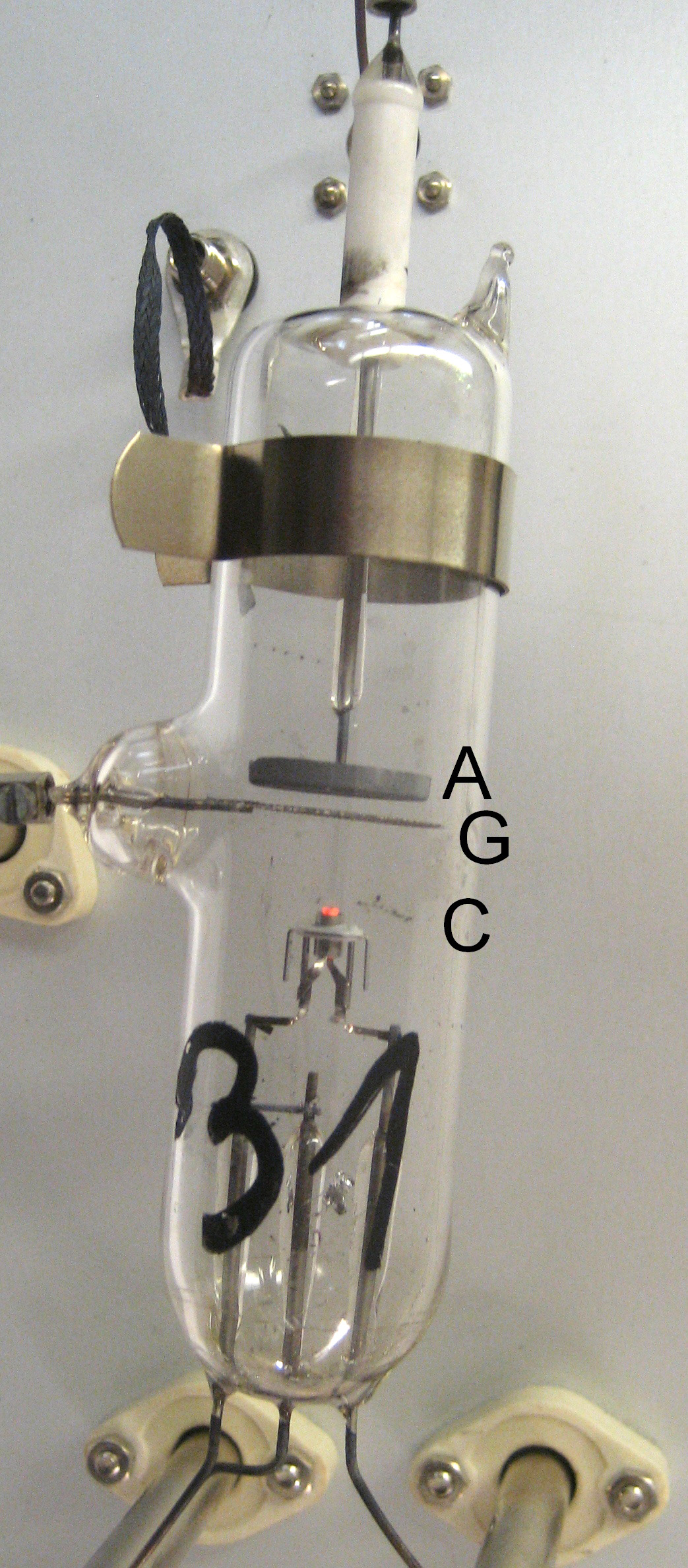
تصویر لامپ خلأ استفاده شده در آزمایش فرانک-هرتز در آزمایشگاه‌های آموزشی. قطرۀ جیوه‌ای که درون این لامپ وجود دارد در تصویر قابل مشاهده نیست. حرف C نشان دهندۀ کاتد است که به دلیل داغ بودن به رنگ نارنجی در می‌آید. الکترون‌ها پس از خروج از کاتد، از میان شبکه (G) عبور کرده و در آند (A) به عنوان جریان الکتریکی جمع‌آوری می‌شوند.

آزمایش فرانک-هرتز اولین اندازه‌گیری الکتریکی‌ای بود که به‌طور واضح ماهیت کوانتومی اتم‌ها را نشان داد. این آزمایش در سال ۱۹۱۴ توسط جیمز فرانک و گوستاو هرتز معرفی شد. فرانک و هرتز یک لامپ خلأ را برای مطالعه انرژی الکترون‌هایی که در میان بخار رقیق اتم‌های جیوه در حرکت بودند، طراحی کردند. آن‌ها دریافتند که الکترون‌ها پس از هر بار برخورد با اتم‌های جیوه، تنها مقدار مشخصی از انرژی جنبشی‌شان (۴.۹ الکترون ولت) را از دست می‌دهند. این اتلاف انرژی باعث کاهش سرعت الکترون‌ها از ۱.۳ میلیون به صفر متر بر ثانیه می‌شود. الکترون‌های سریع‌تر (با سرعت بیشتر از ۱.۳ میلیون متر بر ثانیه) پس از یک برخورد به‌طور کامل متوقف نمی‌شدند اما دقیقاً به همین میزان انرژی جنبشی‌شان (۴.۹ الکترون ولت) را از دست می‌دادند. الکترون‌های آهسته‌تر بدون از دست دادن میزان سرعت و یا انرژی‌شان، صرفاً در برخورد با اتم‌های جیوه تغییر جهت می‌دادند.
این نتایج تجربی با مدل اتمی بور که در سال قبل توسط نیلز بور ارائه شده بود، مطابقت داشت. مدل بور پایه مکانیک کوانتومی و مدل آرایش الکترونی اتم‌ها است. طبق این مدل، الکترون در یک اتم تنها می‌تواند یکی از سطوح انرژی کوانتومی را اشغال کند. پیش از برخورد، الکترون درون اتم جیوه، در پایین‌ترین سطح انرژی ممکن قرار دارد. پس از برخورد، الکترون سطح انرژی‌ای به میزان ۴.۹ الکترون ولت بالاتر از سطح انرژی قبلی را اشغال می‌کند. این بدین معناست که اکنون الکترون پیوند ضعیف‌تری با اتم جیوه دارد. در مدل کوانتومی بور هیچ سطح میانی‌ای بین این دو سطح انرژی تعریف نشده بود. چنین ویژگی‌ای در آن زمان، انقلابی محسوب می‌شد زیرا مخالف با نظریه پذیرفته شده آن زمان بود که طبق آن الکترون می‌توانست هر میزانی از انرژی را دارا باشد.
فرانک و هرتز در مقالهٔ دومشان که چند ماه بعد منتشر شد، به نشر نور توسط اتم‌های جیوه‌ای که در اثر برخورد با الکترون‌ها، انرژی‌شان افزایش یافته بود، اشاره کردند. آن‌ها نشان دادند که طول موج این نور فرابنفش، معادل ۴.۹ الکترون ولت و برابر با میزان انرژی‌ای است که الکترون عبوری از دست داده است. رابطه بین طول موج و انرژی، پیشتر توسط بور پیش‌بینی شده بود. 
در نهایت، در سال ۱۹۲۶، فرانک و هرتز جایزه نوبل فیزیک را برای کشف قوانین حاکم بر برخورد الکترون با اتم دریافت کردند. 

## آزمایش

جریان آندی برحسب ولتاژ شبکه (نسبت به کاتد). این نمودار براساس مقالۀ اولیۀ فرانک و هرتز در سال 1914 است.

طول‌موج‌های نور گسیل شده از تخلیه الکتریکی گاز جیوه در لامپ فرانک-هرتز در ولتاژ ۱۰ ولت. لامپ فرانک-هرتز تنها نوری با طول موج ۲۵۴ نانومتر گسیل می‌کرد اما تخلیه الکتریکی آن منجر به نشر نوری با طول‌موج‌های مختلف می‌شد. برگرفته از تصویر اولیۀ منتشر شده در سال ۱۹۱۴.

فرانک و هرتز در ابتدا از یک لامپ خلأ استفاده کردند که درون آن قطره‌ای جیوه قرار داشت. در دمای ۱۱۵ درجه، فشار بخار جیوه درون لامپ به حدود ۱۰۰ پاسکال می‌رسید که بسیار کمتر از فشار اتمسفر بود. لامپ فرانک-هرتز که در تصویر نیز نشان داده شده‌است، شامل سه الکترود است: کاتد داغ منتشرکننده الکترون، یک شبکه (grid) فلزی و یک آند. ولتاژ شبکه فلزی نسبت به کاتد مثبت است، بنابراین الکترون‌های خارج شده از کاتد در این شبکه جذب می‌شوند. جریان الکتریکی‌ای که در این آزمایش اندازه‌گیری می‌شود، در واقع نتیجهٔ عبور الکترون‌ها از میان این شبکه فلزی و رسیدنشان به آند است. پتانسیل الکتریکی آند کمی منفی‌تر از شبکه است، بنابراین الکترون‌هایی که به آند می‌رسند مقداری از انرژی جنبشی‌شان را در حین عبور از شبکه از دست می‌دهند. 
نمودارهایی که فرانک و هرتز منتشر کردند (تصویر سمت چپ)، وابستگی میان جریان الکتریکی عبوری و پتانسیل الکتریکی بین شبکه و کاتد را نشان می‌دهند. خلاصه آنچه آن‌ها مشاهده کردند به صورت زیر بود:
- در اختلاف پتانسیل‌های پایین -تا ۴.۹ ولت- جریان درون لامپ خلأ با افزایش اختلاف پتانسیل افزایش می‌یابد.
- در اختلاف پتانسیل ۴.۹ ولت، جریان به صورت ناگهانی کاهش یافته و تقریباً به صفر می‌رسد.
- با افزایش مجدد ولتاژ، جریان بار دیگر به صورت پیوسته افزایش می‌یابد تا زمانی که ولتاژ به مقدار ۹.۸ ولت (۴.۹+۴.۹) برسد.
- در ولتاژ ۹.۸ ولت، جریان مشابه با زمانی که ولتاژ به ۴.۹ ولت رسید، به صورت ناگهانی کاهش می‌یابد.
- گرچه در آزمایش‌های اولیهٔ آن‌ها شواهدی وجود ندارد ولی این افت جریان در فواصل ۴.۹ ولتی، تا حداقل ولتاژ ۷۰ ولت ادامه می‌یابد.

فرانک و هرتز در مقالهٔ اولشان به این نکته اشاره کردند که انرژی مشخصه ۴.۹ الکترون ولت در آزمایش آن‌ها متناسب با یکی از طول موج‌های نور منتشر شده از اتم‌های جیوه هنگام تخلیهٔ الکتریکی گاز جیوه است. در آن زمان، آن‌ها از رابطه کوانتومی بین انرژی برانگیختگی و طول موج نور منتشر شده که توسط یوهانس اشتارک و آرنولد زومرفلد منتشر شده بود، استفاده کردند. این رابطه پیش‌بینی می‌کرد که انرژی ۴.۹ الکترون ولت متناسب با نوری با طول موج ۲۵۴ نانومتر است. رابطهٔ مشابهی نیز پیشتر توسط اینشتین در سال ۱۹۰۵ در توجیه اثر فوتوالکتریک استفاده شده بود. فرانک و هرتز در مقالهٔ دوم به نشر نوری لامپ خلأ اشاره کردند. این نور دارای طول موج ۲۵۴ نانومتر بود. در حالیکه همانطور که تصویر سمت چپ نشان می‌دهد، نور حاصل از تخلیۀ الکتریکی گاز جیوه دارای چندین طول موج در اطراف ۲۵۴ نانومتر است. این تصویر براساس طیف اولیه‌ای است که فرانک و هرتز در سال ۱۹۱۴ منتشر کردند. این واقعیت که لامپ فرانک-هرتز به صورت تک طول موج بوده و این طول موج دقیقاً متناسب با بازۀ ولتاژی بود که آن‌ها اندازه‌گیری کرده بودند، نکتۀ بسیار مهمی بود.

## مدل‌سازی برخورد الکترون با اتم
فرانک و هرتز آزمایش خود را بر اساس برخورد الاستیک و غیرالاستیک بین الکترون‌ها و اتم‌های جیوه توجیه کردند. الکترون‌هایی که سرعت کمتری دارند به صورت الاستیک با اتم‌های جیوه برخورد می‌کنند. این بدین معناست که گر چه جهت الکترون‌ها پس از برخورد تغییر می‌کند اما سرعتشان بدون تغییر باقی می‌ماند. برخورد الاستیک در تصویر نشان داده شده‌است. در این تصویر طول فلش‌ها نشان دهندۀ میزان سرعت الکترون‌ها است. از آن جا که اتم‌های جیوه چند صد برابر سنگین‌تر از الکترون‌ها هستند، این برخورد تأثیری بر آن‌ها نمی‌گذارد.
هنگامی که سرعت الکترون‌ها به بیش از ۱.۳ میلیون متر بر ثانیه می‌رسد، برخورد آن‌ها با اتم‌های جیوه غیرالاستیک می‌شود. این سرعت متناسب با انرژی جنبشی ۴.۹ الکترون ولتی است که به اتم جیوه منتقل می‌شود. همانطور که در تصویر نشان داده شده‌است، سرعت الکترون‌ها پس از برخورد کاهش یافته و از سوی دیگر اتم جیوه برانگیخته می‌شود. در زمان کوتاهی پس از برخورد، انرژی ۴.۹ الکترون ولتی که به اتم جیوه منتقل شده بود به صورت نور فرابنفش با طول موج ۲۵۴ نانومتر آزاد می‌شود. گسیل نور باعث بازگشت اتم جیوه به حالت ابتدایی و غیر برانگیخته‌اش می‌شود.
 

در صورت حرکت آزادانۀ الکترون‌های خارج شده از کاتد، برای آن که این الکترون‌ها بتوانند به شبکه برسند، به انرژی جنبشی معادل با پتانسیل اعمال شده به شبکه نیاز دارند. انرژی جنبشی یک الکترون ولت متناسب است با اختلاف پتانسیل یک ولتی میان شبکه و کاتد. همانطور که الکترون به تدریج به شبکه نزدیک می‌شود، انرژی‌اش نیز به دلیل اختلاف پتانسیل بین شبکه و کاتد، رفته رفته افزایش می‌یابد. برخورد الاستیک اتم‌های جیوه، زمان رسیدن الکترون‌ها به شبکه را افرایش می‌دهد اما بر انرژی جنبشی این الکترون‌ها تأثیری نمی‌گذارد. 

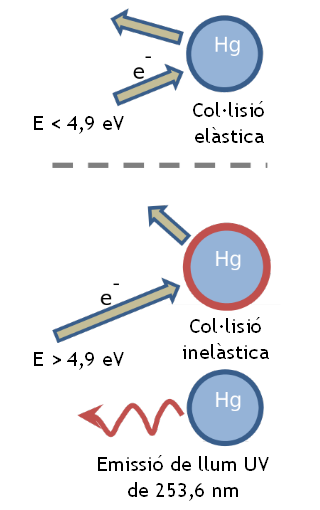
برخوردهای الاستیک و غیرالاستیک الکترون‌ها با اتم‌های جیوه. الکترون‌ها پس از برخورد الاستیک جهتشان تغییر می‌کند ولی میزان سرعتشان بدون تغییر باقی می‌ماند. الکترون‌های سریع‌تر اغلب انرژی و سرعتشان را در اثر برخورد غیرالاستیک از دست می‌دهند. این اتلاف انرژی جنبشی در اتم جیوه ذخیره می‌شود. پس از آن، اتم جیوه در بازگشت به حالت اولیه، این انرژی را به صورت نور آزاد می‌کند.

هنگامی که ولتاژ شبکه به ۴.۹ الکترون ولت می‌رسد، انرژی الکترون‌ها در نزدیکی شبکه به ۴.۹ الکترون ولت می‌رسد. در این حالت برخورد الکترون‌ها در نزدیکی شبکه، غیرالاستیک شده و به دلیل از دست دادن انرژی جنبشی، حرکتشان بسیار آهسته می‌شود. انرژی جنبشی این الکترون هنگامی که به شبکه می‌رسند به قدری کاهش یافته که نمی‌توانند مسیر بعدی به سمت آند را ادامه دهند. بنابراین جریان آند کاهش می‌یابد. با افزایش مجدد ولتاژ شبکه، انرژی الکترون‌ها نیز افزایش می‌یابد. این بار الکترون‌ها با وجود برخورد غیرالاستیک در مسیرشان، انرژی کافی برای رسیدن به آند را خواهند داشت. بنابراین جریان دوباره شروع به افزایش می‌کند. در ولتاژ ۹.۸ ولت، موقعیت مجدداً تغییر می‌کند. الکترونها تقریباً در میانۀ مسیرشان از کاتد به سمت شبکه، اولین برخورد غیر الاستیک‌شان را تجربه می‌کنند. همانطور که با سرعت کمتر مسیرشان به سمت شبکه را ادامه می‌دهند، انرژی جنبشی شان مجدداً افزایش می‌یابد تا زمانی که در نزدیکی شبکه، برخورد غیرالاستیک دوم رخ می‌دهد. در این حالت بار دیگر جریان کاهش می‌یابد. این اتفاق در فواصل ۴.۹ ولتی به‌طور مداوم تکرار می‌شود و هر بار الکترون‌ها تحت تأثیر یک برخورد غیرالاستیک اضافه‌تر، انرژی‌شان را از دست می‌دهند.

## نظریۀ کوانتومی اولیه
فرانک و هرتز در حالی آزمایش‌های خود را در سال ۱۹۱۴ منتشر کردند که از مدل اتمی بور که توسط نیلز بور در سال ۱۹۱۳ منتشر شده بود، بی‌اطلاع بودند. مدل بور توانسته بود خصوصیات اپتیکی اتم هیدروژن را به خوبی توجیه کند. به‌طور معمول مشاهده شده بود که نور ناشی از تخلیۀ الکتریکی گاز دارای تعداد مشخصی طول موج است، در حالیکه منابع نور معمولی مانند یک لامپ رشته‌ای، نوری شامل تمام طول‌موج‌ها را منتشر می‌کنند. بور طول‌موج‌های نشر شده توسط هیدروژن را به صورت بسیار دقیقی محاسبه کرده بود.
فرض اساسی مدل بور، در مورد انرژی‌های پیوند محتمل یک الکترون به هستهٔ اتم است. اگر برخورد با ذرهٔ دیگر این حداقل انرژی پیوند را فراهم کند، اتم می‌تواند یونیزه شود. در این حالت یک الکترون از اتم جدا شده و یونی با بار مثبت باقی می‌گذارد. این تصویر مشابه با رابطهٔ اجرام آسمانی و زمین است. هر کدام از این اجرام که در حال چرخش به دور زمین هستند، مدار خودشان را دارند. از سوی دیگر داشتن هر فاصله و یا انرژی پیوندی نیز امکان‌پذیر است. بدین معنا که این مدارها می‌توانند شعاع‌های مختلفی داشته باشند. از آنجا که یک الکترون با نیرویی مشابه با این اجرام به هسته مثبت اتم جذب می‌شود، محاسبات کلاسیک اولیه پیشنهاد کرده بود که داشتن هر میزان انرژی پیوندی برای الکترون‌ها امکان‌پذیر است. اما بور فرض کرد که تنها انرژی‌های پیوند مشخصی می‌تواند وجود داشته باشد. این انرژی‌ها متناسب با سطوح انرژی کوانتومی الکترون هستند. الکترون به‌طور معمول در پایین‌ترین سطح انرژی با بیشترین انرژی پیوند قرار دارد. سطوح انرژی بعدی متناسب با انرژی پیوند کمتر هستند. انرژی پیوندی بین این سطوح انرژی تعریف نشده بود و این فرضی انقلابی محسوب می‌شد.
فرانک و هرتز پیشنهاد کرده بودند که مشخصۀ ۴.۹ ولتی در آزمایش آن‌ها به دلیل یونیزاسیون اتم‌های جیوه در اثر برخورد با الکترون‌ها است. در سال ۱۹۱۵ بور مقاله‌ای را منتشر کرد که در آن به این نکته اشاره شده بود که اندازه‌گیری‌های فرانک و هرتز با فرض وجود سطوح کوانتومی در مدلی که برای اتم‌ها پیشنهاد داده بود، مطابقت دارد. در مدل بور الکترون درون جیوه که در پایین‌ترین سطح انرژی قرار دارد، بر اثر برخورد، به سطح انرژی کوانتومی بالاتری برانگیخته می‌شود. مدل بور همچنین پیش‌بینی کرده بود که در اثر بازگشت این الکترون برانگیخته به سطح انرژی پایین‌تر نوری گسیل خواهد شد. طول موج این نور متناسب با تفاوت انرژی سطوح انرژی اتم خواهد بود. مشاهدهٔ فرانک و هرتز مبنی بر خروج نوری با طول موج ۲۵۴ نانومتر با دیدگاه بور مطابقت داشت. فرانک و هرتز این دیدگاه را در سال ۱۹۱۸ و در انتهای جنگ جهانی اول، برای تفسیر آزمایش خود استفاده کردند.

## آزمایش با نئون

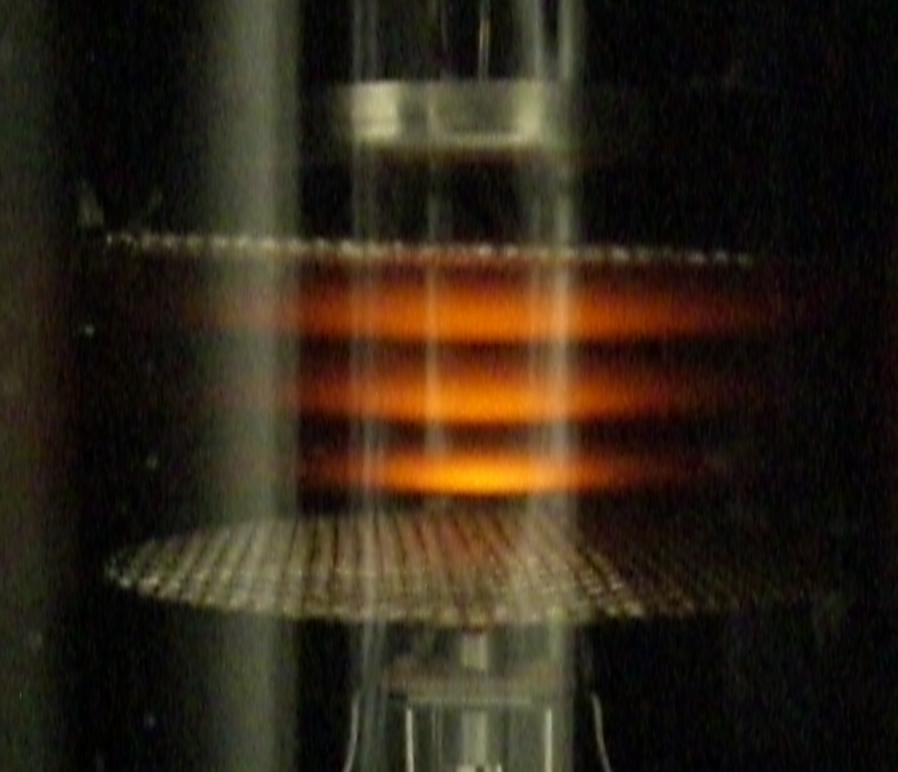
آزمایش فرانک-هرتز با استفاده از گاز نئون. سه ناحیه روشن در تصویر مشاهده می‌شود.

در آزمایشگاه‌های آموزشی آزمایش فرانک-هرتز اغلب با گاز نئون انجام می‌شود زیرا برخوردهای غیرالاستیک در مورد این گاز با خروج نور مرئی نارنجی رنگ از لامپ خلأ رخ می‌دهد و از سوی دیگر نئون ماده‌ای غیرسمی است. در مورد لامپ جیوه، مدل برخورد الاستیک و غیرالاستیک پیشنهاد می‌کند که گسیل نور توسط جیوه، در ناحیه باریکی بین آند و شبکه رخ می‌دهد. اما این نور فرابنفش بوده و بنابراین نامرئی است. در مورد نئون، فواصل افت جریان ۱۸.۷ ولتی است و هنگامی که ولتاژ ۱۸.۷ ولتی اعمال می‌شود، نور نارنجی رنگی در نزدیکی شبکه منتشر می‌شود. با افزایش ولتاژ، این نور در ناحیه ای نزدیک‌تر به کاتد گسیل می‌یابد. به عبارت دیگر با افزایش ولتاژ، الکترون‌های منتشر شده از کاتد، در فاصلهٔ کوتاه‌تری از کاتد، به انرژی لازم برای برانگیختگی اتم‌های نئون می‌رسند. مکان‌های گسیل نور نشان‌دهندهٔ مکان‌هایی است که الکترون‌ها انرژی‌شان را در برخورد غیرالاستیک با اتم‌های نئون از دست می‌دهند. در ولتاژ ۳۷.۴ ولت، دو ناحیه جدا از هم شروع به گسیل نور می‌کنند. یکی در میانهٔ راه بین کاتد و شبکه و دیگری در کنار شبکه. در پتانسیل‌های بالاتر تعداد این نواحی افزایش می‌یابد.